# Kuchnia irlandzka

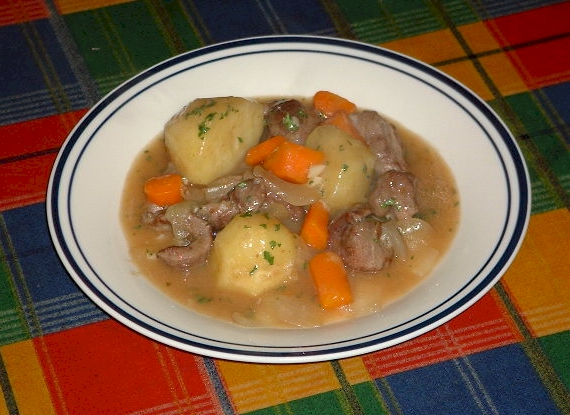
Irlandzki stew

Kuchnia irlandzka – zwyczaje kulinarne oraz potrawy i napoje charakterystyczne dla Irlandii. Kraj ten nie ma bogatej tradycji gastronomicznej, a dawne przepisy znane są głównie z tradycji ustnej i domowych zapisków. Typowe dla kuchni irlandzkiej są potrawy przygotowywane z ziemniaków, mleka i jego przetworów (jak masło), warzyw i mięsa oraz produkty zbożowe z owsa i pszenicy. Obecny sposób odżywania się Irlandczyków nie odbiega od powszechnej w Europie kuchni międzynarodowej, a w miastach popularne są restauracje etniczne. Kuchnia domowa w dalszym ciągu w większości opiera się na codziennie przygotowywanych potrawach ze świeżych produktów.

## Produkty zbożowe

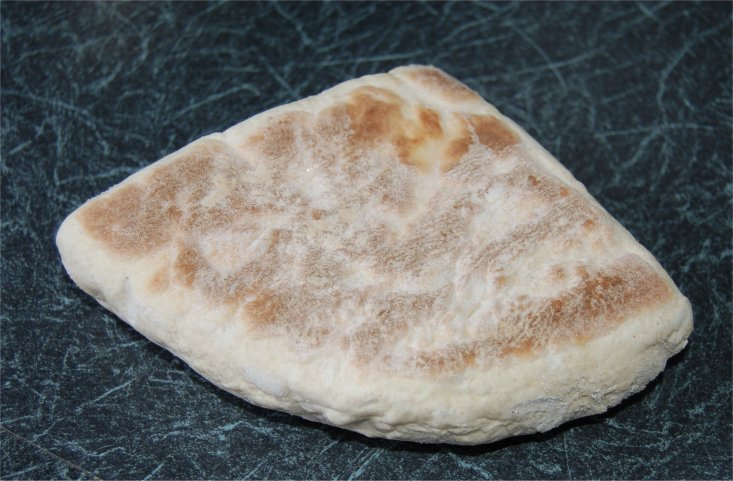
Farl – podpłomyk sodowy

Ze względu na warunki klimatyczne Irlandii popularnymi od wczesnego średniowiecza zbożami były owies i jęczmień, rzadziej uprawiano pszenicę. Z owsa robiono owsiankę, ale również rodzaj podpłomyków, pieczonych nie w piecu, ale w żelaznych patelniach lub na kamieniach w palenisku. Cienki, przaśny chleb owsiany, jadany z masłem, pozostał podstawowym codziennym pieczywem na północy i zachodzie Irlandii aż do XIX wieku. Z kolei we wschodniej części kraju do początku XIX wieku jadano pieczywo żytnie lub mieszane, żytnio-jęczmienne.
Pieczywo pszeniczne było spożywane głównie przez warstwy zamożniejsze. Chleb na zakwasie pieczony w piecach chlebowych znany był już w średniowieczu, ale popularny był głównie w skupiskach anglo-normańskich na wschodzie Irlandii, bardziej rozpowszechniając się od początku XVII wieku.
W połowie XIX wieku spopularyzował się chleb sodowy, wypiekany z dodatkiem sody i maślanki lub zsiadłego mleka.

## Mleko i przetwory mleczne

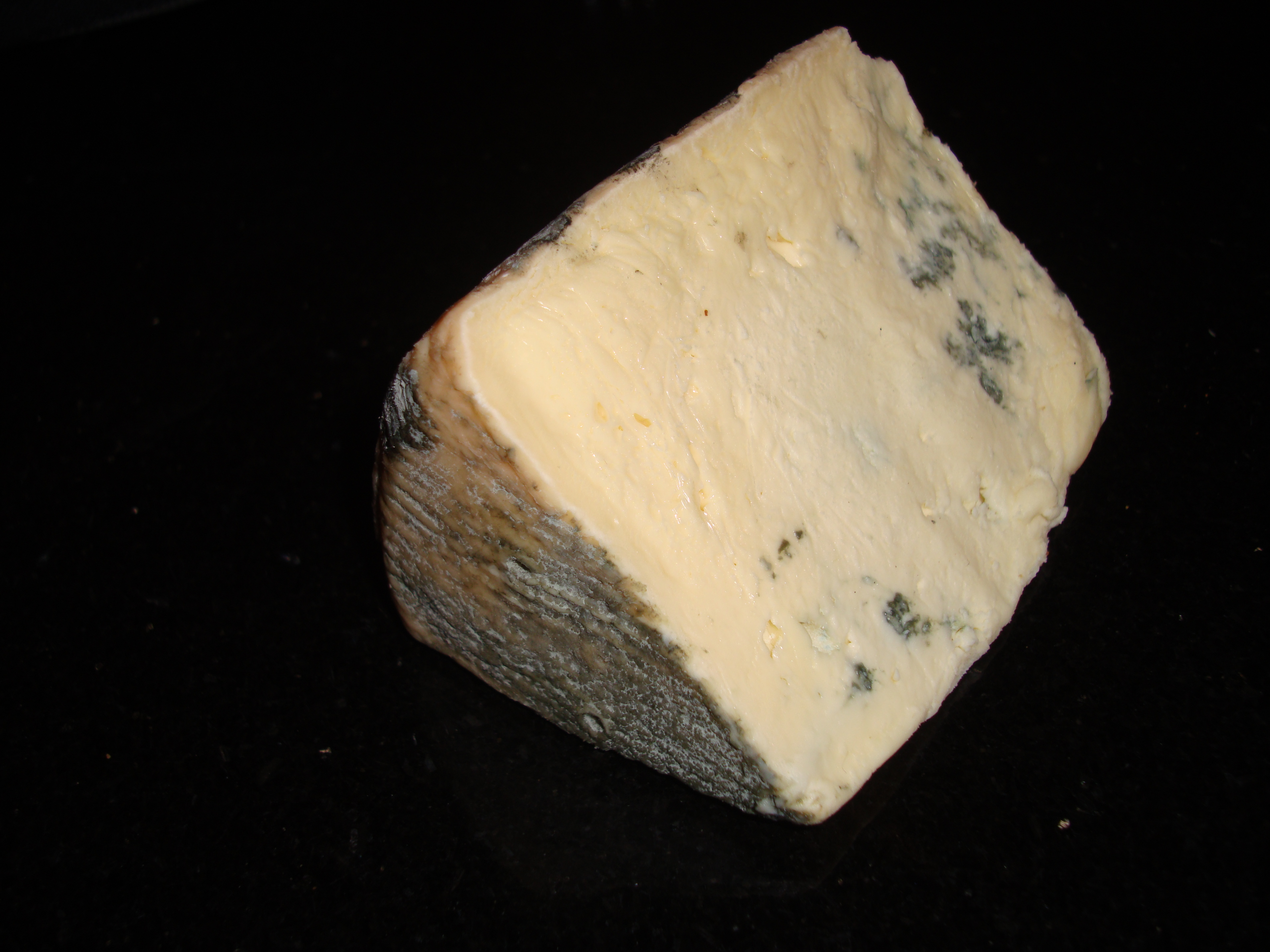
Cashel Blue Cheese, współcześnie wytwarzany irlandzki niebieski ser pleśniowy

Mleko krowie i jego przetwory pełniły w dawnej Irlandii znaczącą rolę. Do czasów współczesnych zachowało się wiele legend, zwyczajów i wierzeń związanych z wypasem krów, a zwłaszcza ze świętem Beltane, rozpoczynającym lato i będącym tradycyjnie porą pierwszego udoju mlecznych krów na pastwiskach.
Wielokrotne wzmianki o przetworach mlecznych znajdują się we wczesnośredniowiecznych dokumentach, a także w parodystycznym dziele Aislinge Meic Con Glinne (datowanym na XI–XII wiek), będącym najpełniejszym znanym źródłem pisanym o żywności w średniowiecznej Irlandii. Cenionym pożywieniem było już samo mleko, a wyrabiane z niego masło uchodziło za produkt luksusowy i bywało częścią daniny dla właściciela ziemi. Ponadto z mleka wytwarzano twaróg i sery twarde i miękkie, a serwatka zmieszana z wodą była popularnym napojem, zwłaszcza w klasztorach. Za mającą właściwości lecznicze uchodziła serwatka z mleka koziego, w niektórych częściach Irlandii pita do początku XIX wieku.
W wieku XVIII, gdy dieta Irlandczyków uległa znaczącej zmianie, podstawowymi produktami żywnościowymi pozostały tylko mleko i masło. Produkcja serów w tym czasie znacznie spadła, by odrodzić się pod koniec wieku XX.

## Ziemniaki

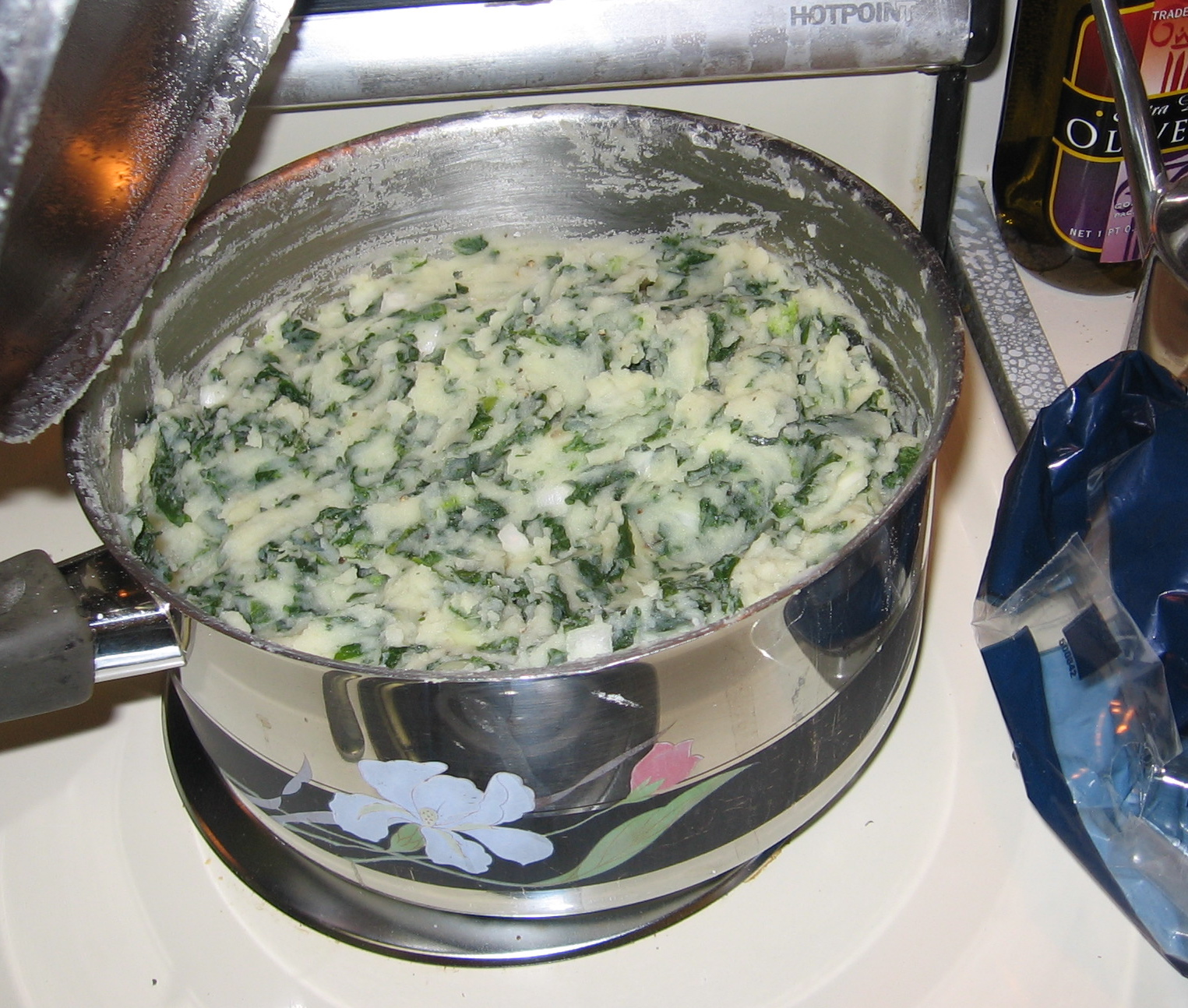
Colcannon – potrawa z ziemniaków z dodatkiem kapusty lub jarmużu

Ziemniaki były znane w Irlandii już pod koniec XVI wieku, ale na większą skalę zaczęły być uprawiane w wieku XVII, by na początku XIX stać się podstawą wyżywienia. Zdominowały one dietę Irlandczyków do tego stopnia, że skutkiem zarazy, która dotknęła te rośliny w połowie XIX wieku, była wielka klęska głodu.
W wielu częściach kraju istniał zwyczaj świętowania pierwszego w danym roku zbioru kartofli. Przygotowywano wtedy potrawy z tłuczonych ziemniaków zmieszanych z cebulą czy porem albo sezonowymi warzywami. Tego rodzaju daniem, spożywanym tradycyjnie w Halloween, jest colcannon.
Gotowane tłuczone lub surowe utarte ziemniaki są składnikiem tradycyjnych placków, pieczonych na blasze lub smażonych na patelni. W północno-wschodniej Irlandii w Halloween przygotowywane jest ciasto ziemniaczano-jabłkowe.

## Warzywa i owoce
Od najdawniejszych czasów uprawiano w Irlandii warzywa i owoce. Groch i bób są wymienione w dokumencie z VIII wieku, w tym okresie najprawdopodobniej znano także cebulę, pory, szczypiorek, kapustę (która później stała się podstawową jarzyną biedoty) i niektóre warzywa korzeniowe. Z drzew owocowych hodowano jabłonie i śliwy, sady były szczególnie popularne na terenach osadnictwa anglo-normandzkiego. W sezonie zbierano dzikie jabłka, czarne jagody i jeżyny.

## Mięso, ryby i owoce morza
Wołowina i baranina były spożywane od czasów prehistorycznych i pozostają popularne także współcześnie. Ceniona była także wieprzowina; jedzono tak mięso, jak i podroby. Hodowano drób. Mięso pozyskiwano też podczas polowań na dzikie ptactwo, także wodne. Tradycyjną irlandzką potrawą jest stew (potrawka) z jagnięciny z dodatkiem ziemniaków, marchwi i cebuli.
Morskie ryby i skorupiaki były popularnym pożywieniem na całym wybrzeżu Irlandii. Charakterystyczne dla kuchni irlandzkiej jest użycie jadalnych wodorostów. Jeden z gatunków krasnorostów (Palmaria palmata, irl. duileasc, ang. dulse lub dilisk) jest jedzony na surowo, np. w sałatce, lub duszony i używany jako dodatek do ziemniaków lub chleba. Wodorosty z rodzaju Porphyra (irl. sleabhach, ang. sloke), gotowane lub duszone z masłem, je się z ziemniakami lub jako oddzielne danie. Do celów spożywczych i leczniczych używano także mchu irlandzkiego (irl. carraigin).
Ryby, także słodkowodne, oraz morskie skorupiaki były typowym pożywieniem postnym. W menu świątecznym zaczęły pojawiać się dopiero w XIX wieku.

## Napoje

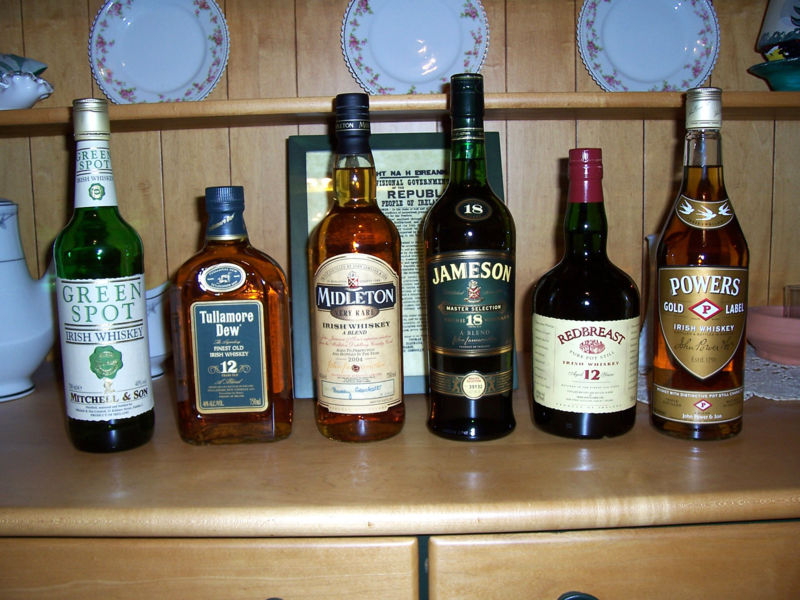
Różne marki irlandzkiej whiskey

Jak na całych Wyspach Brytyjskich, popularnymi napojami alkoholowymi były piwo i cydr, w Irlandii wytwarzane w warunkach domowych aż do wieku XVIII, gdy powszechna stała się ich przemysłowa produkcja. Zwłaszcza ale miało duże znaczenie w kulturze i diecie Irlandczyków, uważano je nawet za wzmacniający napój odpowiedni dla chorych. Popularne obecnie marki piw irlandzkich, głównie typu stout i ale, to m.in. Guinness, Beamish, Murphy’s, Kilkenny.
Innym znanym irlandzkim alkoholem jest whiskey, destylowana w Irlandii od XIII wieku. W średniowieczu sycono także miody.
Popularnymi napojami niealkoholowymi były mleko i serwatka. Ze lekko sfermentowanych plew pszenicy wytwarzano orzeźwiający napój zwany sowens. Zastępowano nim mleko w okresie jego niedoboru oraz czasie ścisłego postu (np. w Wielki Piątek).
Napoje takie jak kawa, herbata i czekolada były początkowo, od XVIII wieku, spożywane wyłącznie przez wyższe warstwy społeczne. Pod koniec XIX wieku herbata stała się popularna także wśród warstw niższych.